# Sparkasse LeerWittmund
Die Sparkasse LeerWittmund ist eine Sparkasse in Niedersachsen mit Doppelsitz in Leer (Ostfriesland) und Wittmund. Sie ist eine Anstalt des öffentlichen Rechts. Ihr Geschäftsgebiet sind die Landkreise Leer und Wittmund.
Die Sparkasse LeerWittmund wies im Geschäftsjahr 2023 eine Bilanzsumme von 2,918 Mrd. Euro aus und verfügte über Kundeneinlagen von 2,351 Mrd. Euro. Gemäß der Sparkassenrangliste 2023 liegt sie nach Bilanzsumme auf Rang 166. Sie unterhält 26 Filialen/Selbstbedienungsstandorte und beschäftigt 499 Mitarbeiter.

## Organisationsstruktur
Träger der Sparkasse LeerWittmund ist der Sparkassenzweckverband LeerWittmund. An dem Zweckverband sind der Landkreis Leer zu 7/18, der Landkreis Wittmund zu 6/18, die Stadt Leer zu 4/18 und die Stadt Weener zu 1/18 beteiligt.
Rechtsgrundlagen sind das niedersächsische Sparkassengesetz und die durch den Sparkassenzweckverband LeerWittmund erlassene Satzung. Organe der Sparkasse sind der Vorstand und der Verwaltungsrat.

## Sparkassen-Finanzgruppe
Die Sparkasse LeerWittmund ist Teil der Sparkassen-Finanzgruppe und gehört damit auch ihrem Haftungsverbund an. Er sichert den Bestand der Institute und sorgt dafür, dass sie auch im Fall der Insolvenz einzelner Sparkassen alle Verbindlichkeiten erfüllen können. Die Sparkasse vermittelt Bausparverträge der regionalen Landesbausparkasse, offene Investmentfonds der Deka und Versicherungen der VGH Versicherungen. Im Bereich des Leasing arbeitet die Sparkasse LeerWittmund mit der  Deutschen Leasing zusammen. Die Funktion der Sparkassenzentralbank nimmt die Nord/LB wahr.

## Gesellschaftliches Engagement
Das gesellschaftliche Engagement der Sparkasse LeerWittmund zeigt sich unter anderem darin, dass sie Träger der „Sparkassen-Sozialstiftung im Landkreis Leer“, der „Sparkassenstiftung Harlingerland“, der „Sparkassen-Kulturstiftung“, der „Stiftergemeinschaft in den Landkreisen Leer und Wittmund“ und der  „SparkassenSozialstiftung Harlingerland“ ist und damit nachhaltig die Region unterstützt.

### Sparkassen-Sozialstiftung im Landkreis Leer
Die Sparkassen-Sozialstiftung wurde am 26. April 1991 als rechtsfähige Stiftung des bürgerlichen Rechts von der damaligen Kreis- und Stadtsparkasse Leer-Weener gegründet. Der Zweck der Sparkassenstiftung ist die Förderung von gemeinnützigen Institutionen, die insbesondere folgenden Zwecken dienen: Förderung der Jugend- und Altenhilfe, Förderung der Erziehungs-, Volks- und Berufsbildung, Förderung der Fürsorge für Behinderte. Die Tätigkeit der Stiftung beschränkt sich ausschließlich auf den Landkreis Leer.

### Sparkassenstiftung Harlingerland
Die Sparkassenstiftung Harlingerland wurde am 28. August 1995 von der damaligen Kreissparkasse Wittmund als rechtsfähige Stiftung des bürgerlichen Rechts gegründet. Der Zweck der Stiftung ist die Förderung der Kunst und Kultur, Denkmal- und Heimatpflege, Natur – und Umweltpflege, Jugend- und Breitensport, Behinderteneinrichtungen, Wissenschaft und Forschungseinrichtungen. Die Stiftung übt ihre Tätigkeit im Gebiet des Landkreises Wittmund und den ehemaligen Gemeinden des Landkreises Wittmund, und zwar Wiesmoor, Mullberg, Friedeburger-Wiesmoor (nördlicher Teil), Gödens, Marcardsmoor, Wiesederfehn, Roggenstede, Westeraccum, Westeraccumersiel und Westerbur aus.

### Sparkassen-Kulturstiftung
Die Sparkassen-Kulturstiftung wurde am 30. Oktober 2008 als rechtsfähige Stiftung des bürgerlichen Rechts von der Sparkasse LeerWittmund gegründet. Stiftungszweck ist die Förderung und Unterstützung von Kultur, Kunst, Wissenschaft und Denkmalspflege. Der Stiftungszweck wird insbesondere verwirklicht durch die finanzielle Förderung von Maßnahmen und Veranstaltungen sowie von Institutionen und Einrichtungen, die den vorgenannten Zwecken der Stiftung dienen. Die Stiftung übt ihre Tätigkeit im Gebiet des Landkreises Leer und des Landkreises Wittmund aus.

### Stiftergemeinschaft in den Landkreisen Leer und Wittmund
Die Stiftergemeinschaft LeerWittmund wurde am 13. Juni 2013 gegründet. Stiftungszweck ist ausschließlich die Förderung gemeinnütziger und mildtätiger Zwecke im Sinne der Abgabenordnung. Dabei haben die Bürger die Möglichkeit, sich auf unterschiedliche Art und Weise an der Stiftergemeinschaft finanziell zu beteiligen.

### SparkassenSozialstiftung Harlingerland
Die SparkassenSozialstiftung Harlingerland wurde im Juni 2015 gegründet und ist im Landkreis Wittmund tätig. Das Ziel der Stiftung ist die Förderung der öffentlichen Gesundheitspflege und Krankenhäuser, der Jugend- und Altenhilfe und der Erziehung, Volks- und Berufsbildung einschließlich der Studentenhilfe, Fürsorge für politisch, rassisch und religiös Verfolgte, Kriegsopfer, Kriegshinterbliebene und Behinderte sowie die Unterstützung von Bedürftigen. Die Unterstützung erfolgt über die Sozialämter im Landkreis.

## Geschichte

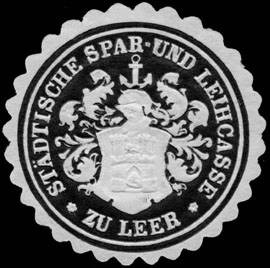
Siegelmarke der Spar- und Leihcasse Leer

### Sparkasse Leer-Weener

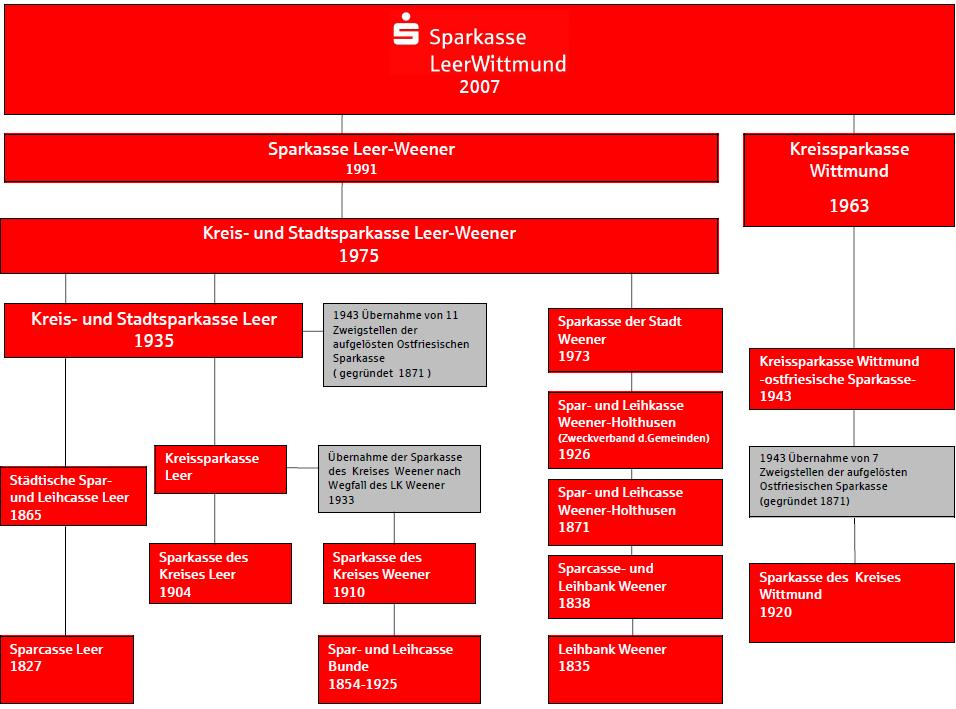
Stammbaum der Sparkasse LeerWittmund

Im Jahr 1827 wurde in Leer die Sparcasse Leer gegründet, die 1865 zur Städtischen Spar- und Leihcasse Leer wurde.
Anfang des 20. Jahrhunderts gründeten die Landkreise Leer und Weener eigenständige Sparkassen, die 1935 zur Kreis- und Stadtsparkasse  Leer zusammengelegt wurden. 1975 wurde aus der Kreis- und Stadtsparkasse Leer und aus der Sparkasse der Stadt Weener die Kreis- und Stadtsparkasse Leer-Weener. 1991 wurde aus der Kreis- und Stadtsparkasse Leer-Weener die Sparkasse Leer-Weener.

### Kreissparkasse Wittmund
Die ehemalige Kreissparkasse Wittmund entstand 1920 als Sparkasse des Kreises Wittmund. 1943 wurden sieben Zweigstellen der aufgelösten Ostfriesischen Sparkasse übernommen. Von 1963 bis zum Jahr 2007 bestand die Kreissparkasse Wittmund.

### Fusion
Die Sparkasse LeerWittmund entstand zum 1. Januar 2007 aus der Fusion der Sparkasse Leer-Weener und der Kreissparkasse Wittmund.
In den Jahren von 2012 bis 2016 errichtete die Sparkasse am Denkmalsplatz in der Leeraner Fußgängerzone eine neue Sparkassenzentrale. In dem neuen Gebäude wurden die rund 250 Sparkassenmitarbeiter, die vorher auf fünf Gebäude in der Innenstadt verteilt waren, zusammengeführt. Die Kosten für den Neubau lagen bei etwa 40 Millionen Euro.